# Richard Cornwallský
Richard Cornwallský (5. ledna 1209, Winchester – 2. dubna 1272, Berkhamsted Castle) byl v letech 1225–1243 hrabětem z Poitou, od roku 1227 do své smrti hrabětem z Cornwallu a od roku 1257 král Svaté říše římské. Tento titul si ovšem nárokoval i Alfons X. Kastilský

## Život

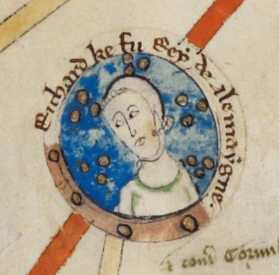
Richard z Cornwallu

Richard se narodil roku 1209 na winchesterském hradu jako druhý syn anglického krále Jana Bezzemka a Isabely z Angoulême. Jeho starším bratrem byl pozdější král Jindřich III. Plantagenet. V osmi letech byl Richard jmenován nejvyšším správním úředníkem v hrabství Berkshire, v šestnácti hrabětem z Poitou a v osmnácti hrabětem z Cornwallu. Příjmy zejména z panství v Cornwallu Richardovi zajistily velké bohatství, čímž se stal jedním z nejbohatších šlechticů tehdejší Evropy. Ačkoliv Richard vedl v Bretani a Poitou v zastoupení krále několikrát vojenská tažení a třikrát působil jako regent království, jeho vztahy s bratrem Jindřichem III. byly často v počátečních letech Jindřichovy vlády napjaté. To mělo za následek, že Richard třikrát proti svému bratru povstal.
V roce 1231 se oženil s Isabelou Marshalovou, dcerou Guillauma le Maréchala a vdovou po hraběti z Gloucesteru, ovšem k nelibosti svého bratra. Richard také vyženil šestiletého Isabelina syna z prvního manželství. V tom samém roce získal Richard svou novou hlavní rezidenci hrad Wallingford v tehdejším Berkshiru (v současnosti Oxfordshire) a za jeho vybudování utratil velké množství peněz. Mezi jeho další oblíbené rezidence patřily Marlow a Cippenham v Buckinghamshiru. Richard a Isabela měli čtyři děti, z toho pouze jediný syn, Jindřich z Almainu, se dožil dospělosti.
Roku 1240 se stal účastníkem křížové výpravy a odjel do Svaté země a nahradil tak ve správě Jeruzalémského království navarrského krále Theobalda I. Richard Cornwallský nebojoval v žádné bitvě, ale řídil vyjednávání křižácké diplomacie s muslimy o navrácení křesťanských zajatců z bitvy v Gaze z roku 1239 a pohřbech padlých křižáků. Nechal také znovuopevnit Askalon, jehož hradby nechal před tím zničit Saladin, aby se město nemohlo znovu stát baštou palestinských křižáků. Poté se rozhodl pro návrat do Evropy a cestou z Levanty navštívil svou sestru císařovnu Isabelu.
Po návratu do Anglie se Richard Cornwallský postavil proti baronovi Simonovi z Montfortu i sňatku své sestry Eleonory se Simonem. Když se Richard s Montfortem připojili ke křížové výpravě, ani necestovali společně. Po návratu z Palestiny se Richard oženil se sestrou manželky svého bratra Jindřicha Sanchou z Provence. Toto manželství mu tak zajistilo užší vztahy ke královskému dvoru.

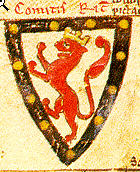
Erb Richarda Cornwallského

Richardovy nároky na francouzská území Gaskoňsko a Poitou nebyly nikdy ničím víc, než pouze teoretickými a v roce 1241 francouzský král Ludvík IX. dosadil do Poitou svého bratra, hraběte Alfonse. Tímto krokem se matka Richarda i krále Jindřicha Isabela z Angoulême cítila Ludvíkem uražena, v čemž ji podporoval i její druhý manžel Hugo z Lusignanu. Vojenská expedice vyslaná do Francie se však obrátila v naprosté fiasko poté, co Hugo z Lusignanu Angličany zradil.
Richardovi Cornwallskému papež poté nabídl sicilskou korunu, ale podle Matěje Pařížského mu na jeho nevýhodný návrh Richard odpověděl
| „ | Stejně tak můžete říci: ‚Prodám, nebo i dám vám Měsíc. Jděte nahoru a vezměte si ho.‘ | “ |

 Nicméně Richardův bratr Jindřich návrhem nepohrdl a korunu za velké peníze koupil pro svého syna Edmunda. Roku 1255 dal král za úplatu Richardovi do zástavy své Židy.
| „                | Ty, které král stáhl z kůže, teď hrabě vykuchá... | “ |
| — Matěj Pařížský |                                                   |   |

O dva roky později byl Richard třemi německými kurfiřty zvolen jako římský král a v květnu téhož roku jej v Cáchách papež Alexandr IV. korunoval římským králem. Avšak stejně jako titul pána z Poitou a Gaskoňska titul římského krále neměl větší než čestný význam a v letech 1257 až 1269 Richard navštívil římskou říši pouze čtyřikrát.
V druhé válce baronů, která v Anglii vypukla v letech 1264–1267 se Richard postavil na stranu svého bratra, krále Jindřicha proti Simonovi z Montfortu a jeho povstalcům. Poté, co byli rozdrobení royalisté poraženi v bitvě u Lewes, Richardovi se podařilo uprchnout a ukrýt se ve větrném mlýnu. Vítězové ho však poměrně rychle objevili, zajali a až do září 1265 věznili.
16. června 1269 se v Kaiserslauternu oženil s mladičkou Beatrix Falkenburskou. Beatrix, svými současníky považovaná za „perlu žen“, bylo tehdy okolo patnácti, ženichovi bylo šedesát. Když 2. dubna 1272 Richard Cornwallský zemřel, jeho tělo bylo pohřbeno po boku druhé choti v Hailes a srdce nechala Beatrix uložit u minoritů v Oxfordu.